# Åkroken, Sundsvall

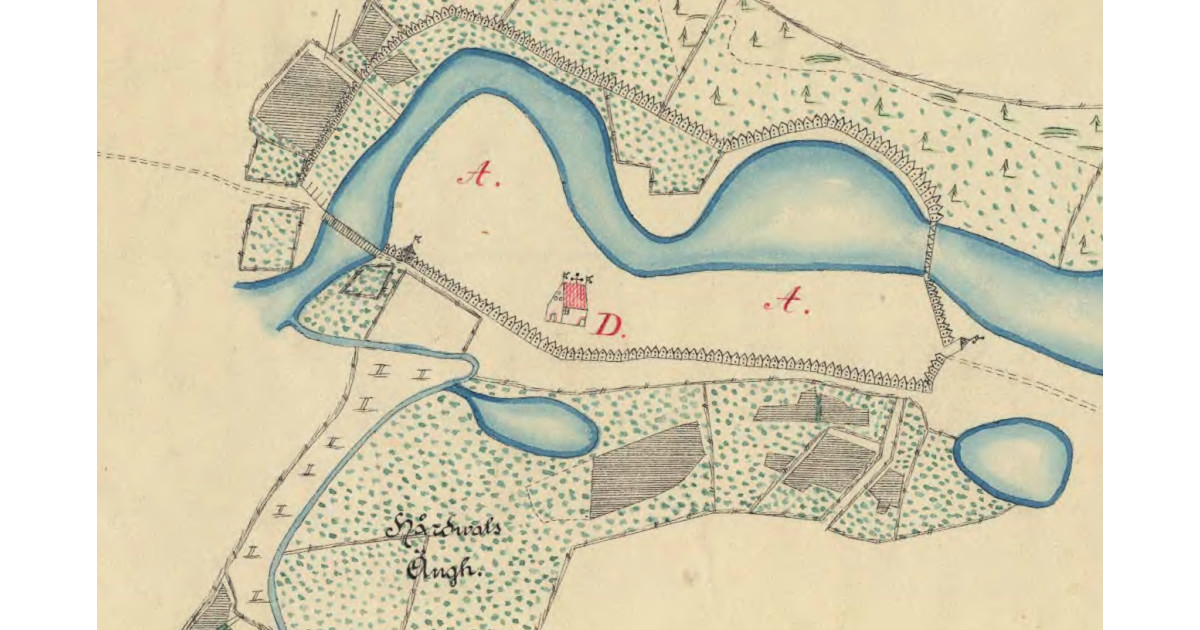
Karta över Sundsvalls ursprungliga placering på Åkroken 1621 till 1648, med kyrka och stadsmur. (Olov Träsk 1642.)

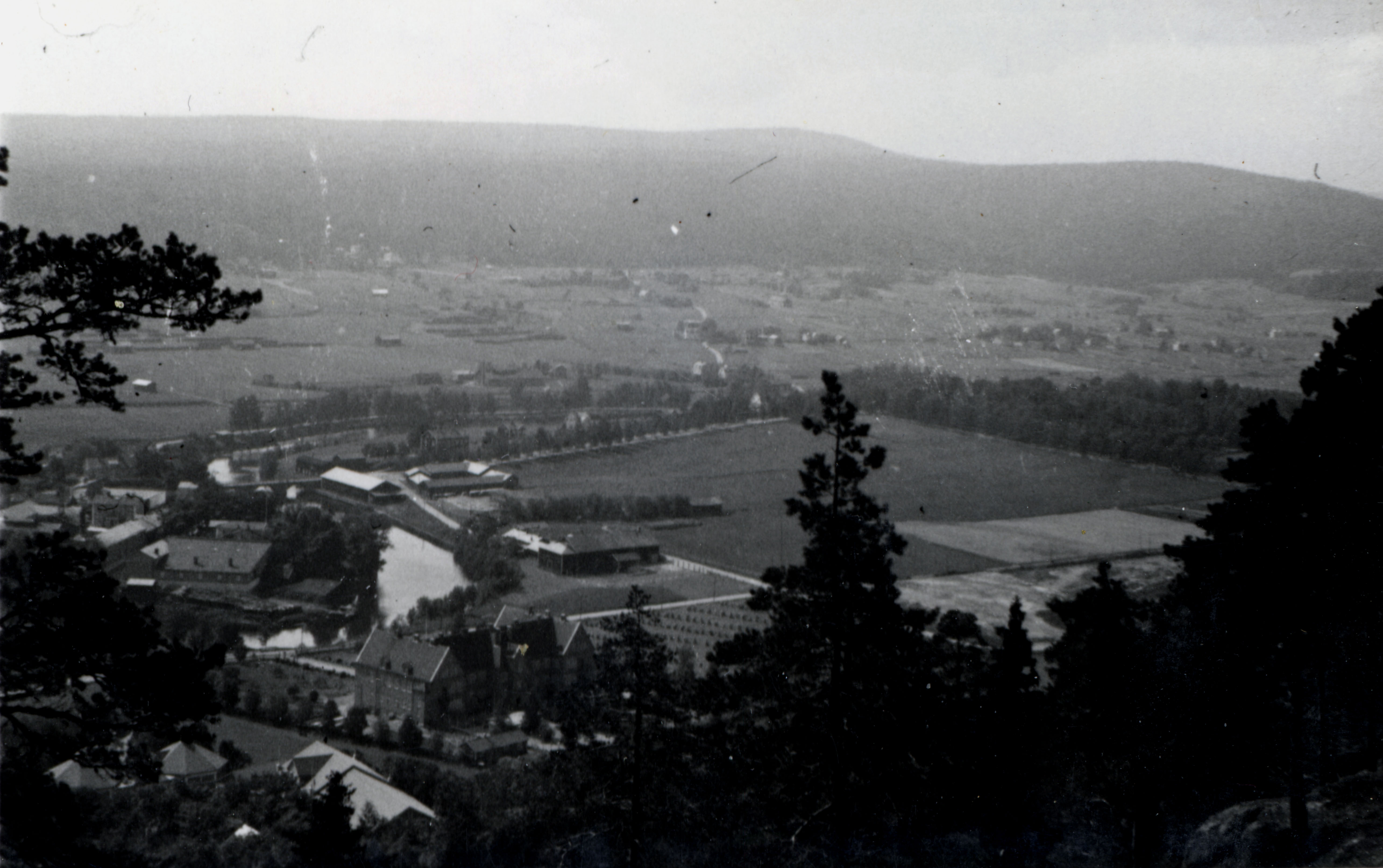
Åkroken och Västhagen 1936 med Västhagens sjukhus (den stora byggnaden med två flyglar mitt emot ån).

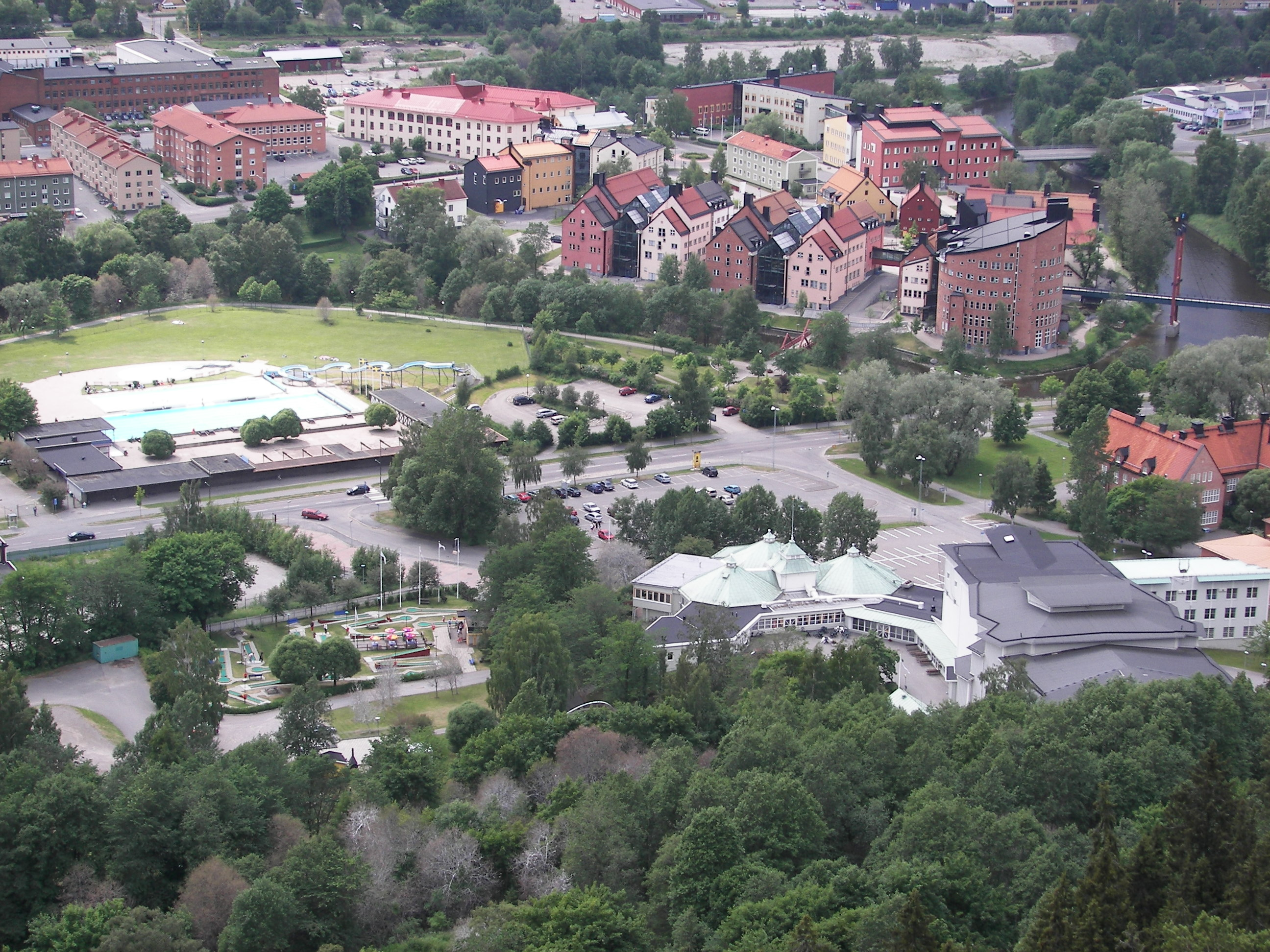
Bild med klickbara noteringar av Åkroken 2007 sedd från norr, med Himlabadet och Folkets park/Tonhallen i förgrunden, och Grönborg, Förrådet och Åkanten i bakgrunden. Åkanten har sedan dess expanderats med fler byggnader, och Grönborg med en till våning.

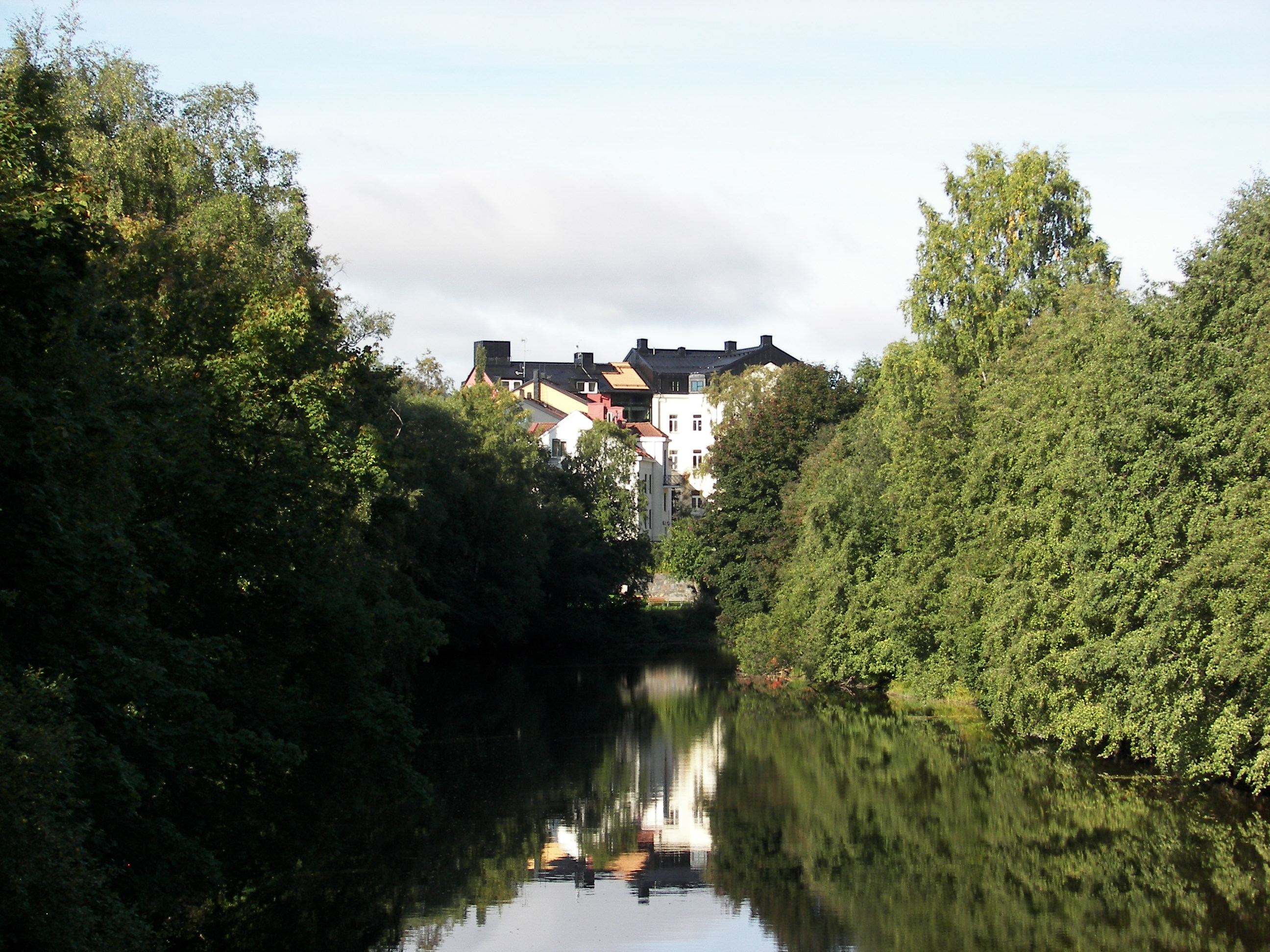
Vy från öst längs Selångersån mot Ågården (byggd 1933) och Stenhuset (hus J, utbyggt 2005).

Åkroken är ett område i stadsdelen Västermalm, Sundsvall, kring vilket Selångersån gör en krök. Området var den ursprungliga platsen för staden Sundsvall, och domineras idag av Mittuniversitetets campus Sundsvall och dess näringslivssamverkan. 
Med anledning av omlokalisering av campus Härnösand till Sundsvall har Campus Sundsvall inför hösten 2016 expanderats söderut så att det förutom campus Åkroken även innefattar Campus Åkanten. Detta består dels av kvarteret Grönborg, dels ett nytt område söder om Grönborg som kommer att kallas kvarteret Åkanten, efter en namntävling 2014 bland Mittuniversitetets medarbetare. Kvarteret Åkanten innefattar en ny byggnad samt de äldre fastigheterna Förrådet 4 och Förrådet 8.

## Historia
Sundsvalls stad var lokaliserad till Åkroken från grundandet 1621 fram till flytten till stenstadens nuvarande läge efter 1648. Spår av bebyggelse har återfunnits på platsen från tidigt 1600-tal. Strax efter grundandet lät kronan bygga ett gevärsfaktori så att det fick vattenkraft där Sidsjöbäcken mynnade ut i Selångersån, och gav sysselsättning till de smeder som tvingades att flytta in i staden. En kyrka byggdes på krönet av kullen där Väderkvarnsbacken upp mot Grönborgsgatan idag ligger. Ett staket byggdes som tullmur runt den lilla staden.  Fiskarstadens hamn låg mitt emot dagens Himlabadet, och huvudgatan motsvarade västra delen av dagens Storgatan.
Efter stadens flytt österut fick Västermalm och Åkroken funktion som randbebyggelse som tydligt skilde sig från stadskärnan, och viktes åt hantverkare, mindre fabriker, bryggerier samt vårdinrättningar. Krigsåren 1808-1809 användes kronobränneriet på Holmgatan som fältlasarett. Mellan 1842 och 1875 var kurhus och därefter Sundsvalls lasarett förlagda till den byggnad som sedermera blev Lindgrenska arbetsinrättningen. Byggnaden har under historien återuppbyggts två gånger efter bränder, senast 1875, och dess bevarande debatterades av lokalpolitiker och i lokalpressen i samband med att campus uppfördes. Efter ett pyromandåd år 1999 återbyggdes den emellertid inte.
Mellan Åkroken och Västhagen går vägbron Widesbron samt två nyare gång- och cykelbroar över Selångersån varav den västra kallas Åbron (även Korngrändsbron) och den östra kallas Humlegrändsbron (även Mälthusbron). Vid Widesbrons fäste återfinnes ett minnesmärke (från 1960-talet) över slaget vid Selånger 1721, med inskriptionen ”Johan Henrik Fieandt kämpade här mot härjande fiende den 25 maj 1721.” Här slogs Jämtlands kavallerikompani och en liten grupp allmoge under ledning av major Johan Henrik Fieandt mot de rysshärjningar som drabbade hela Norrlandskusten. Sundsvall plundrades och brändes ned, 22 jämtländska soldater avled och major Fieandt tvingades fly in i skogarna för den övermäktiga ryska armén.

### Angränsande bebyggelse

#### Grönborg
Byggnaden Grönborg 8 byggdes 1875-77 och var bryggeri och disponentbostad, och har senare innefattat restaurang och dagcenter.

#### Åkanten
Förrådet 8 är ett trevåningsmagasin som byggdes före 1890, förmodligen som iskällare för stadens restauranger, och har möjligen även använts av det intilliggande bryggeriet. Sedan åtminstone 1930-talet till 1980-talet har det haft funktion som Strömbergs färglager.
Sundsvalls äldsta kyrka (1620-tal) låg på den norra delen av fastigheten Förrådet 4. Förrådet 4 bestod sedan 1922 av bostadshus, som revs och år 1960 ersattes av en verkstadsskola som blev Västermalms södra gymnasium. Lokalerna användes under mitten av 1990-talet av Mitthögskolan, därefter Komvux, Socialtjänsten och Gatukontoret. 
I äldre källor ingår Åkroken, Grönborg, Förrådet och kvarteret Åkanten i "väst på sta'n". Angränsande till området låg ett slakthus, invid Sidsjöbäcken, men räknades till Nacksta.

#### Västhagen
Västhagens sinnessjukhus (från 1933 Västhagens sjukhus) invigdes 1915 med design av arkitekten Gustaf Hermansson som med sin nationalromantiska stil fick det att likna en gammal borg, med rött tegel och två långa flyglar. Sjukhuset bedrev vård ända till 80-talet, även om den var begränsad länge då det större Sidsjöns sjukhus hade varit i drift ända sen 1943. I slutet av 80-talet tog kommunen över byggnaden och började använda det till nya högskolan. I dag har friskolan Engelska skolan sina lokaler där. 

## Campus Sundsvall

### Campusdelen Åkroken

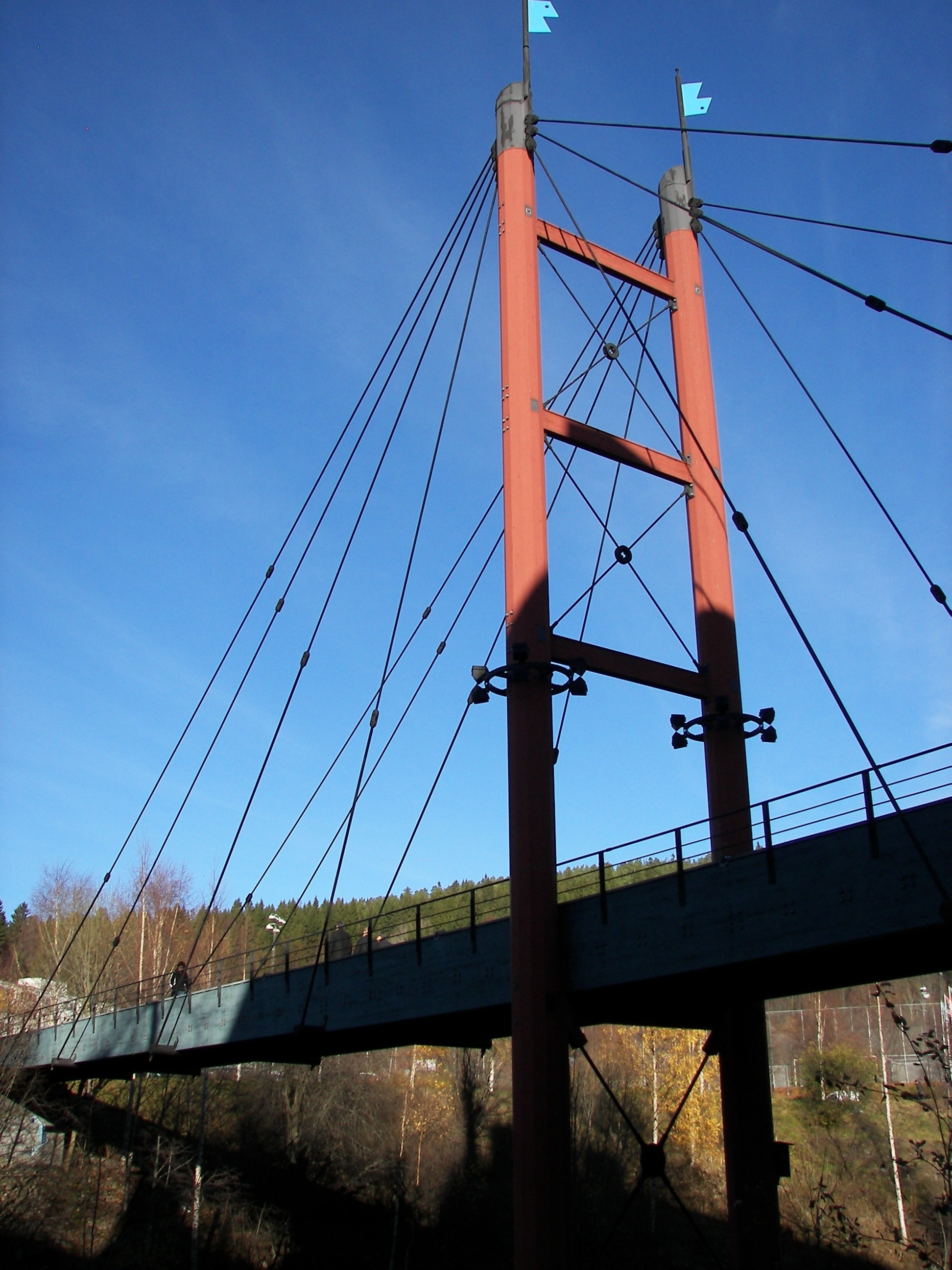
Korngrändsbron över Selångersån
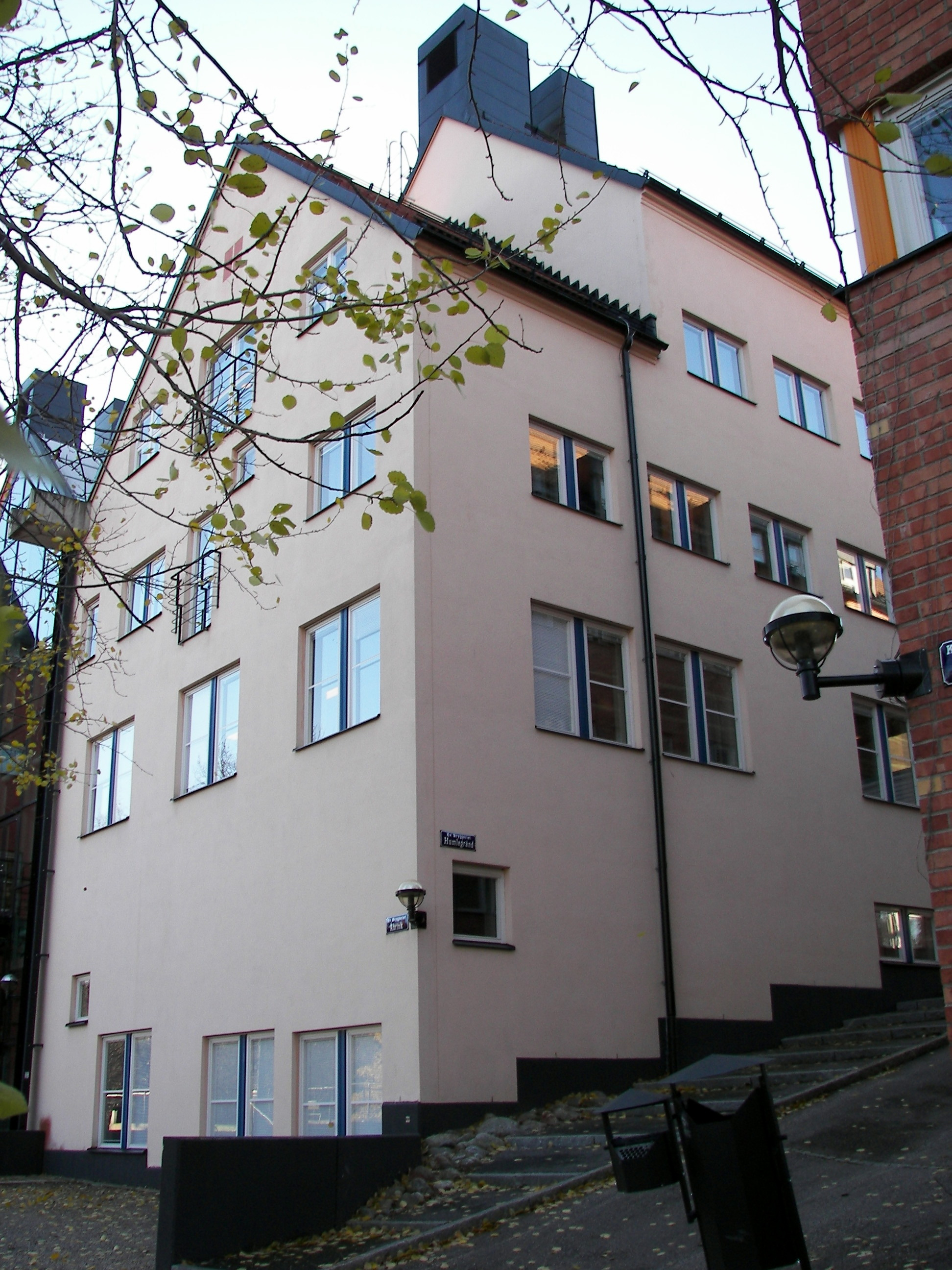
I Bryggeriet (hus L, byggt 1997) bedrivs utbildning och forskning i datateknik, arkivvetenskap och ekonomi.
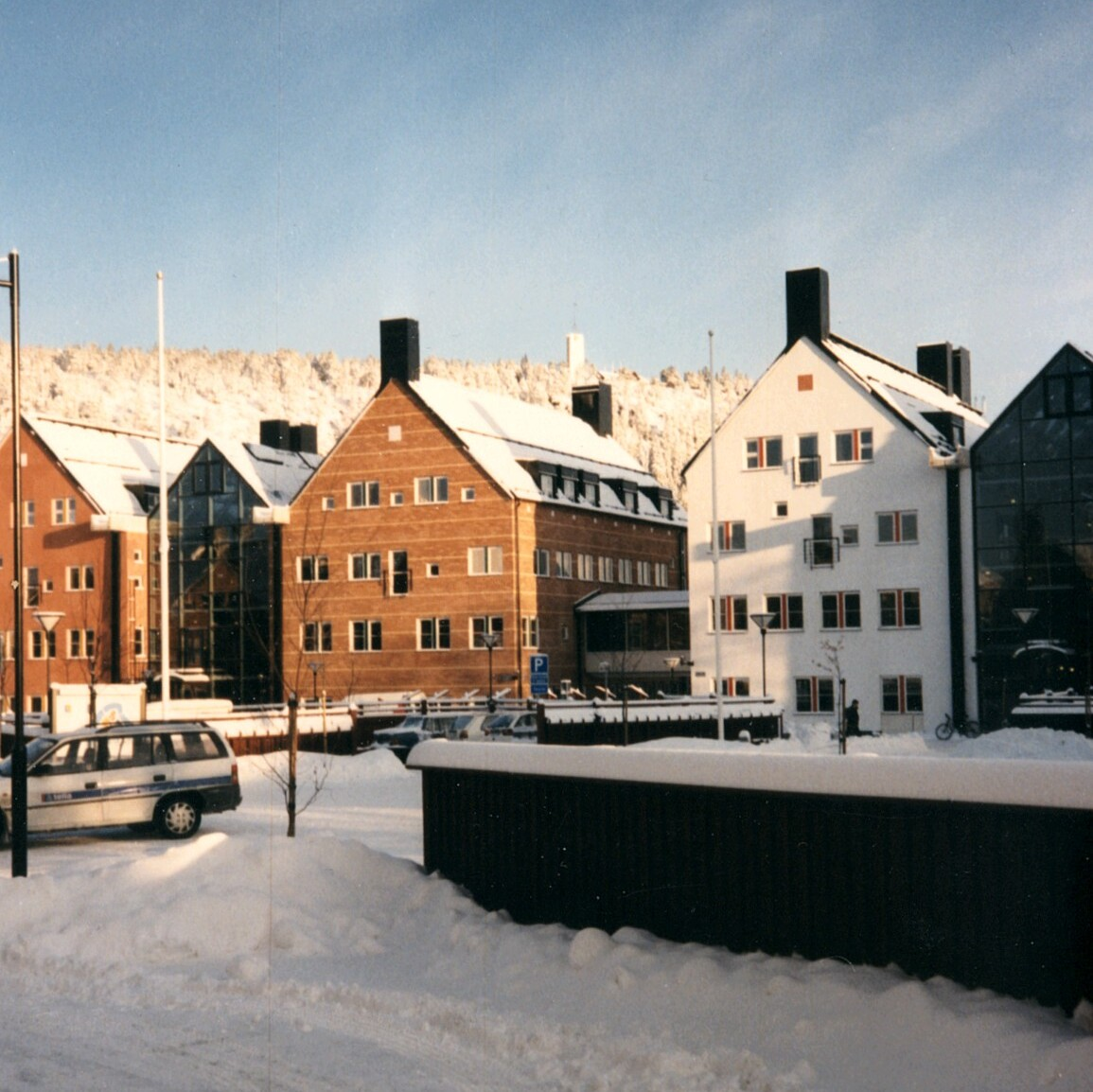
Humlegården (hus M, kriminologi) och Bryggeriet (hus L, datateknik och ekonomi), båda byggda 1997.
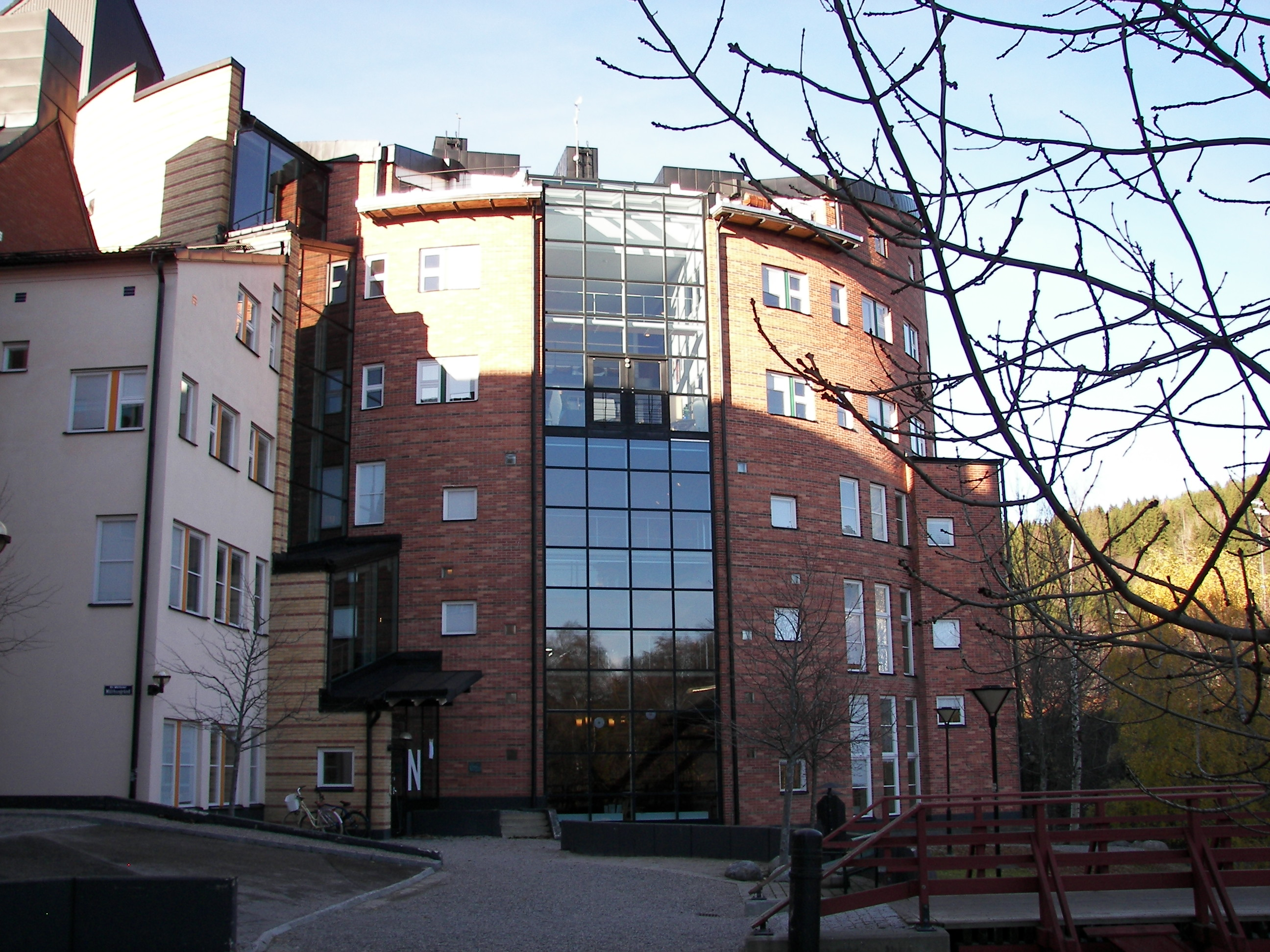
Mälthuset (hus N) innefattar servicecenter, bibliotek och restaurang, och byggdes 1997.
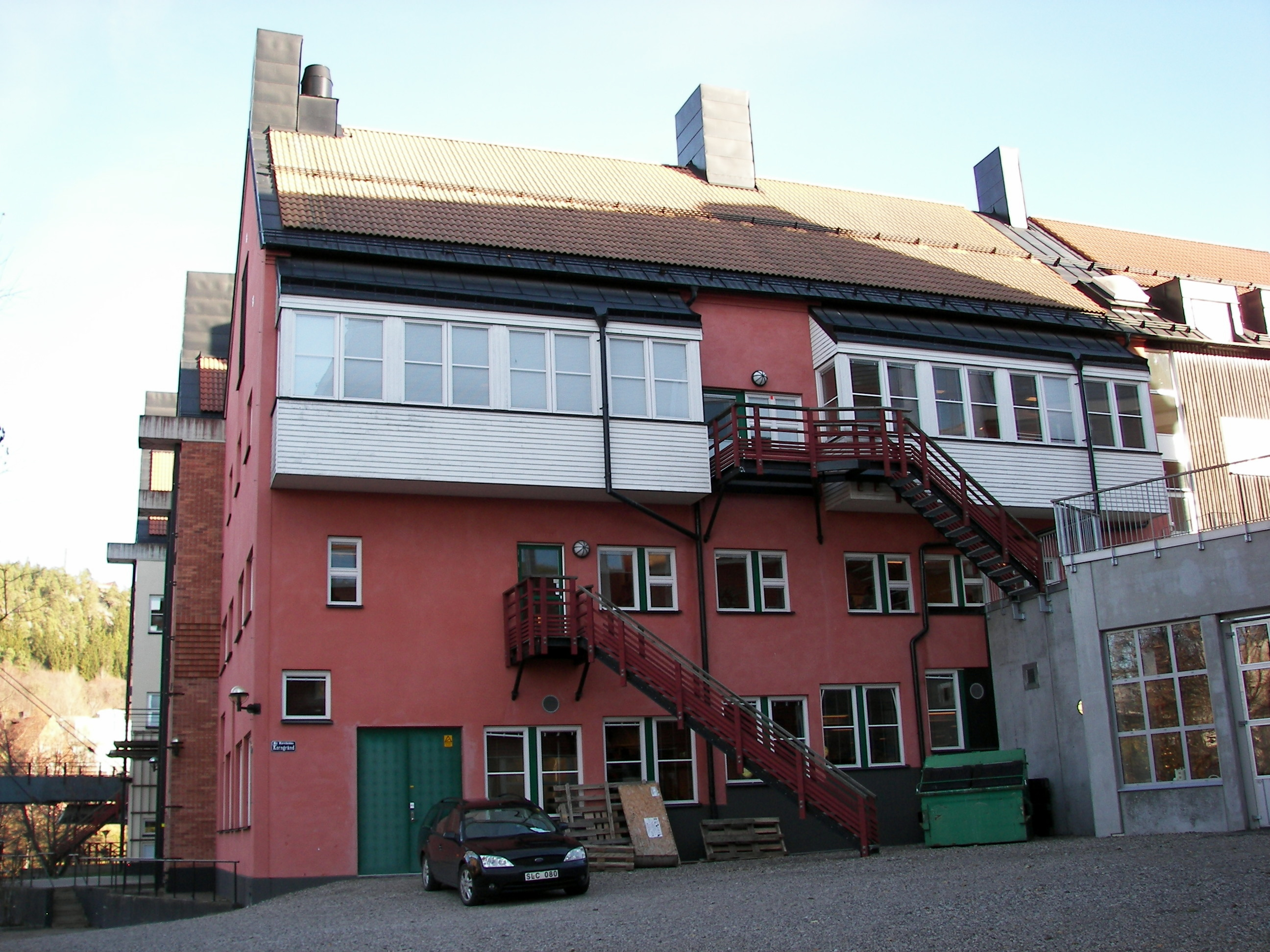
Kornboden (hus O, byggt 1997, naturvetenskap och teknik)
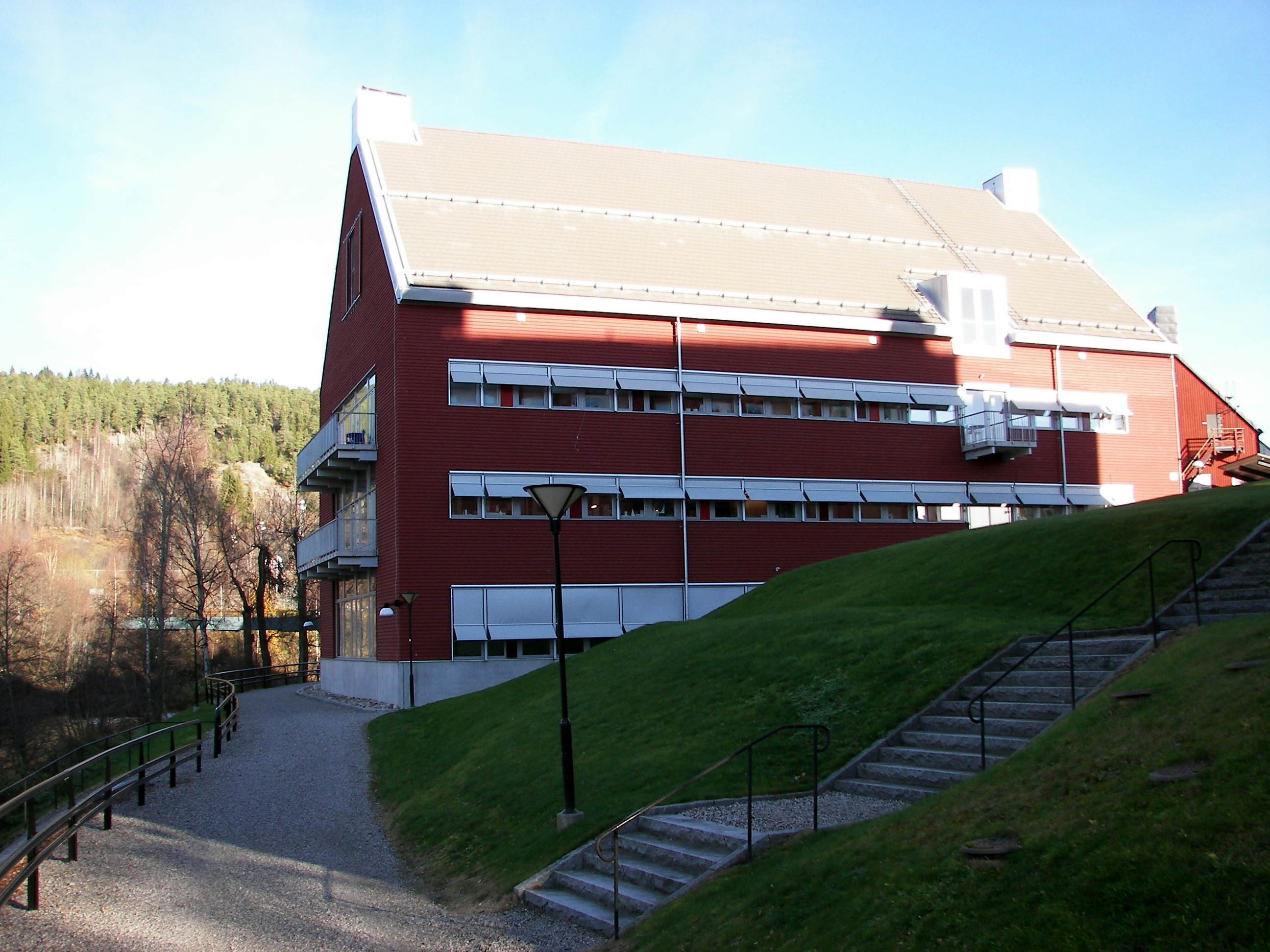
Hus R, byggt 2009, med industridesignstudio, tentamenslokaler och NMT-fakultetens kansli
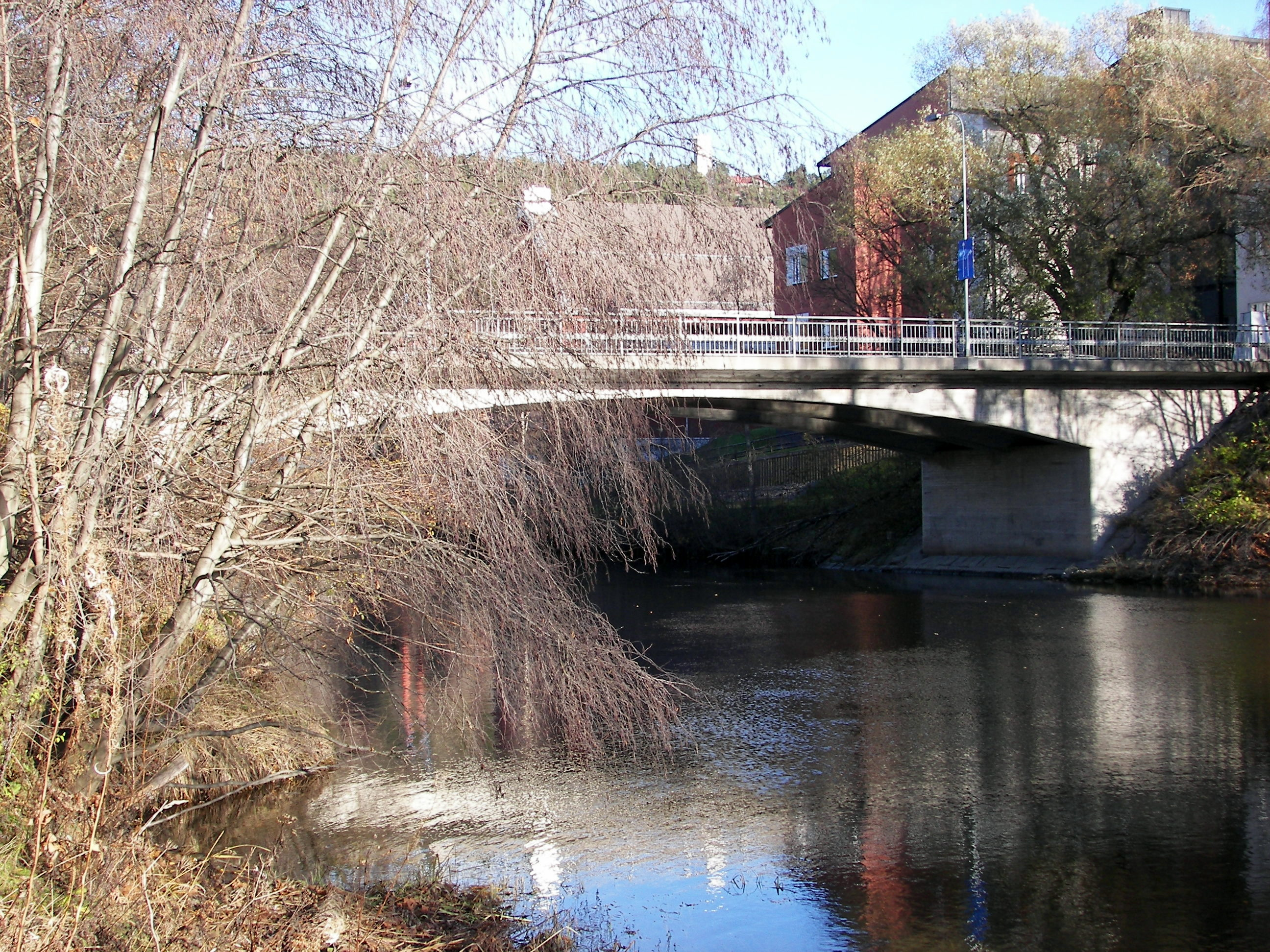
Vörthuset (hus S, byggt 2001), med renrum, elektronikutbildning och pappersmassaforskning i samverkan med SCA.
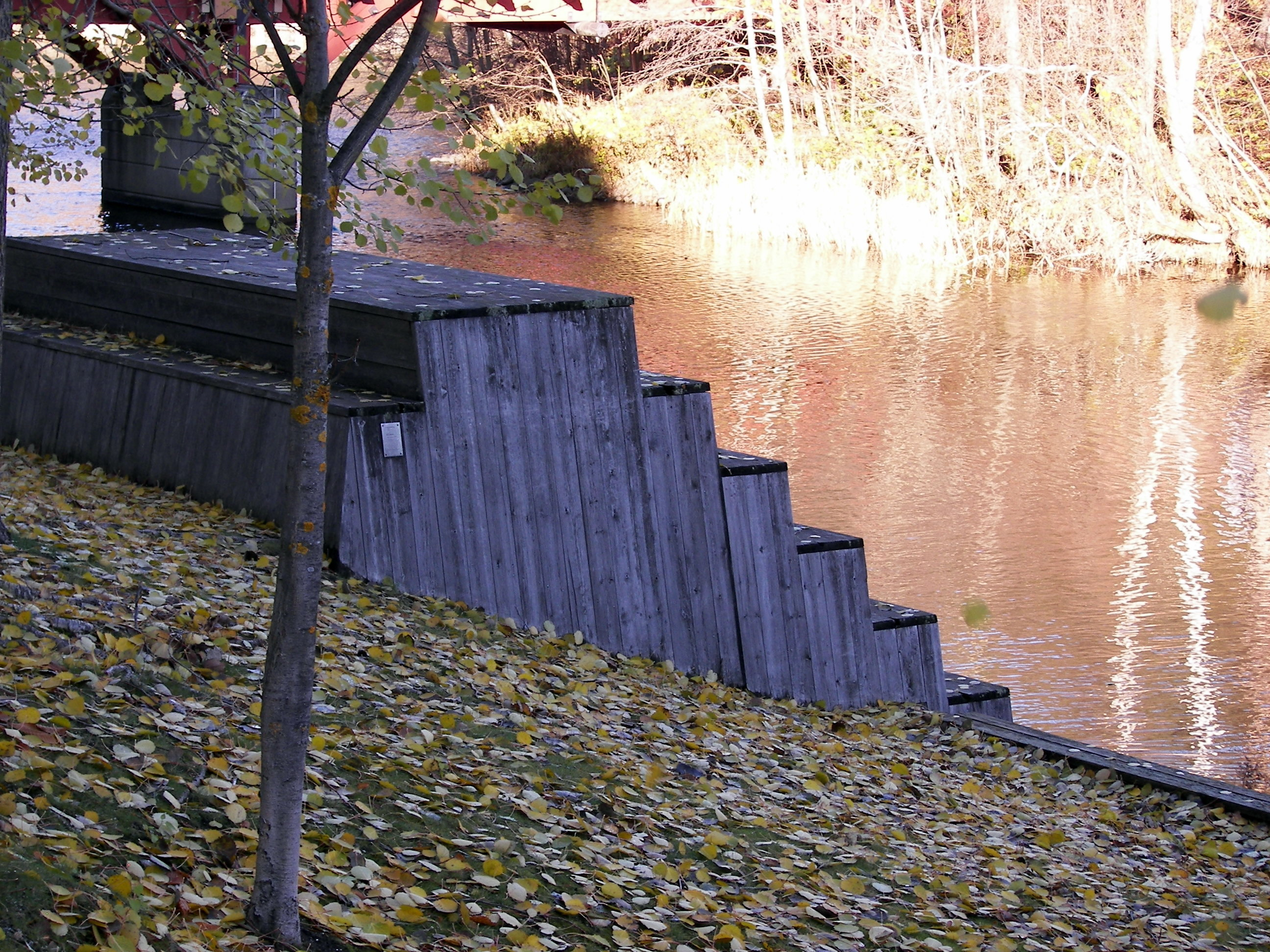
Konstverket En plats av Mats Caldeborg

Första etappen av dåvarande Mitthögskolans Campus Åkroken invigdes i september 1997, och har utökats 2001 och 2005, då hela Campus Sundsvall förlades till Åkroken, och ytterligare expanderats år 2009. Dess ovanliga arkitektur fick 2005 det amerikanska stadsbyggnadspriset Charter Awards, och utsågs 2008 till Europas bästa nybyggda campusområde i arkitekturtävlingen Prix Rotthier.
Högskolan var dessförinnan inrymd i Västhagens sinnesslöanstalt, idag Engelska skolan, byggd 1915, utbyggd 1987, samt på Sundsvalls utvecklingscentrum, idag Metropol, byggt i mitten av 1980-talet, och på Västermalm Södra (kvarteret Förrådet 4). Fram till 1987 hade Sundsvallsdelen av Högskolan i Sundsvall/Härnösand även huserat i Alléskolan (ursprungligen Sundsvalls stads Handelsskola, idag Allégården) och på Varvsgränd med administration på Norrmalm och högskolebibliotek i Sundsvalls dåvarande stadsbibliotek, som åren 1989 till 2016 istället utgjorde Sundsvalls kårhus.
Stadsbyggnadskontoret i Sundsvall hade redan 1991 inbjudit till en idétävling för en bebyggelse inom Åkroken Sundsvall som skulle utgöra centralpunkt för högskolan, och ett eventuellt framtida universitet. Fyra förslag deltog i tävlingen. Det vinnande förslaget, från Arken Arkitektkontor, bar namnet Fenix; en anspelning på hur stenstaden reste sig ur askan efter stadsbranden 1888 och på att stadsliknande högskolekvarter skulle uppstå på stadens ursprungliga läge på Åkroken. Förslaget byggde på temat "Universitetet som en stad i staden" istället för ett institutionskomplex, och gick därmed i polemik mot 1960-talets högskolearkitektur.
Campus byggdes således som en mindre hansastad med gator, gränder och detaljrika gamla och nya hus, trots att Sundsvall är betydligt yngre än hansastäderna. Universitetstorget förlades där stadens torg ursprungligen låg, och fungerar som parkeringsplats, och ett parkliknande grönområde anlades längs Selångersån. Den högsta byggnaden, Mälthuset (hus N), ett runt torn med sex våningar, symboliserar stadens kyrka och utgör huvudbyggnad med reception, bibliotek, restaurang och den största föreläsningssalen, Fälldinsalen.
Inglasade ljusgårdar, bryggor och broar mellan byggnaderna syftar till att underlätta möten. Ljusgårdarna gör också att byggnaderna har likheter med de prisbelönta inglasade norrländska hamnmagasinshus som utgör Kulturmagasinet i Sundsvall. Två gång- och cykelbroar över ån syftar till att visa öppenhet mot omgivningen.
Flera äldre byggnader ingår i campusområdet. I Ågården, som uppfördes 1933, huserar idag universitetets antagningsenhet. Efter att Lindgrenska arbetsinrättningen brann ned kunde Stenhuset (hus J) år 2005 expanderas med en modern tillbyggnad, och inrymmer journalist- och kommunikatörsutbildningar. Två av ålderdomshemmet Holmgårdens tre längor, byggda på 1950-talet, revs emellertid i samband med att campus byggdes.
Fastighetsbolaget Hemfosa övertog den 2 juni 2014 fastigheten Åkroken 1 (som har hyresgäst Mittuniversitetet och SCA research) från Akademiska Hus.

### Campusdelen Åkanten
Verksamheten vid campus Härnösand, inklusive lärarutbildningen, omlokaliserades till Sundsvall inför höstterminen 2016, baserat på beslut som togs av Mittuniversitetets styrelse i februari 2013. Avdelningen för humaniora genomförde sin flytt redan sommaren 2014. För att bereda plats för omlokalisering från Härnösand till Sundsvall skapades campus Åkanten, kvarteret Förrådet 4 och 6, vilka renoverades, samt nya lokaler inom det nya kvarteret Åkanten. Arbetet utfördes av Sundsvalls kommuns Industrifastighetsutveckling AB (SKIFU).
I de nya lokalerna inhyser universitetet bland annat lärar- och sjuksköterskeutbildning samt administration. Åkroken science park har inhyst prototyplabbet och makerspace Tvätteriet i lokalerna.

### Campusdelen Grönborg

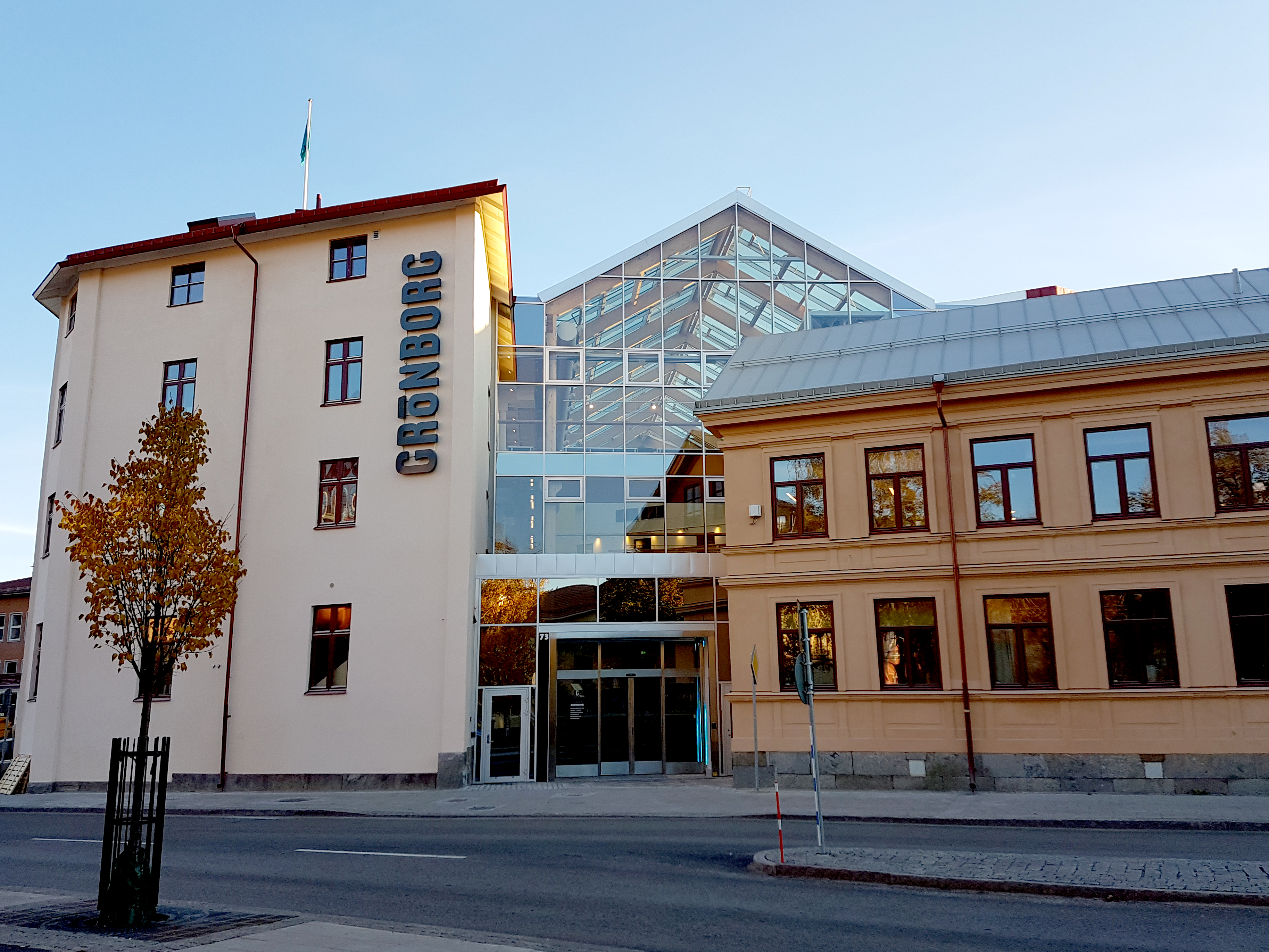
Grönborgs huvudentré mot Storgatan.

Inom projektet Vision Grönborg renoverades fastigheten Grönborg 8 med inglasad innergård inför höstterminen 2016. Sundsvalls kårhus flyttades från innerstaden till Grönborg, och kårhuset tog över driften av Restaurant Grönborg. Sundsvalls kårhus AB försattes i konkurs i januari 2019, och restaurangen bedriver verksamheten i egen regi sedan dess, inklusive nattklubben Medelpads nation. Åkroken Science Park (se nedan) flyttade åter tillbaka till Grönborg.

## Företagsinkubator

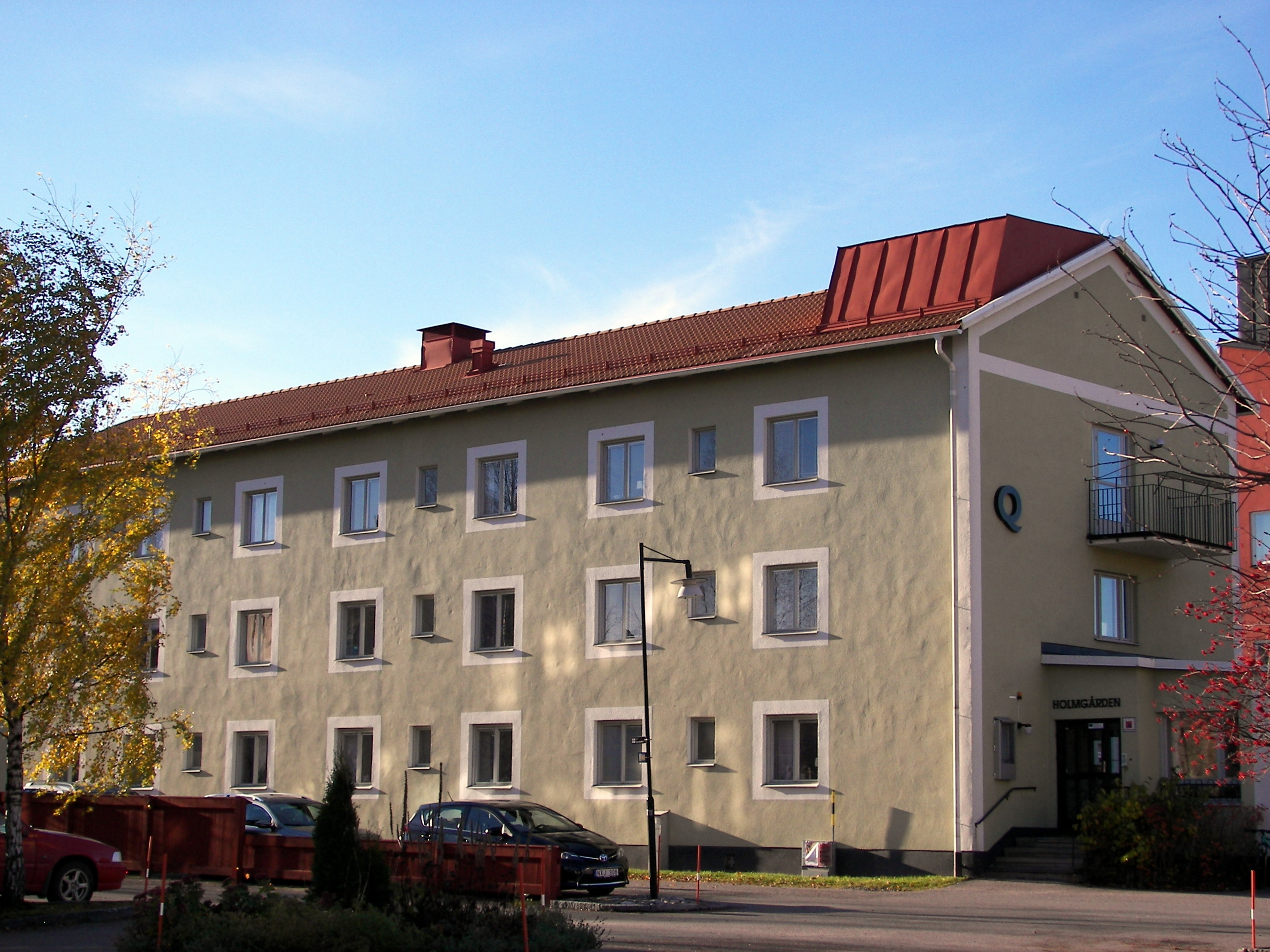
Holmgården (hus Q, byggt på 1950-talet) med MIUN innovation/Samverkansenheten och delar av BizMaker

Som en symbol för forskningssamverkan mellan Mittuniversitetet och SCA sammanbinder en inglasad gångbro över Storgatan SCA R&D center med Mittuniversitetets byggnad Vörthuset (S-huset, byggt 2001, med renrumslab, elektronikforskning och forskning om pappersmassa). 
BizMaker (före detta vetenskapsparken Åkroken science park) huserar på Grönborg och i den återstående längan av ålderdomshemmet Holmgården (hus Q), och fungerar som inkubator för nystartade företag med koppling till universitetet. Det fungerar också som nav för Number One Forest Industry Network (nätverk av företag och forskare inom skogsindustrin).

## Studentbostäder

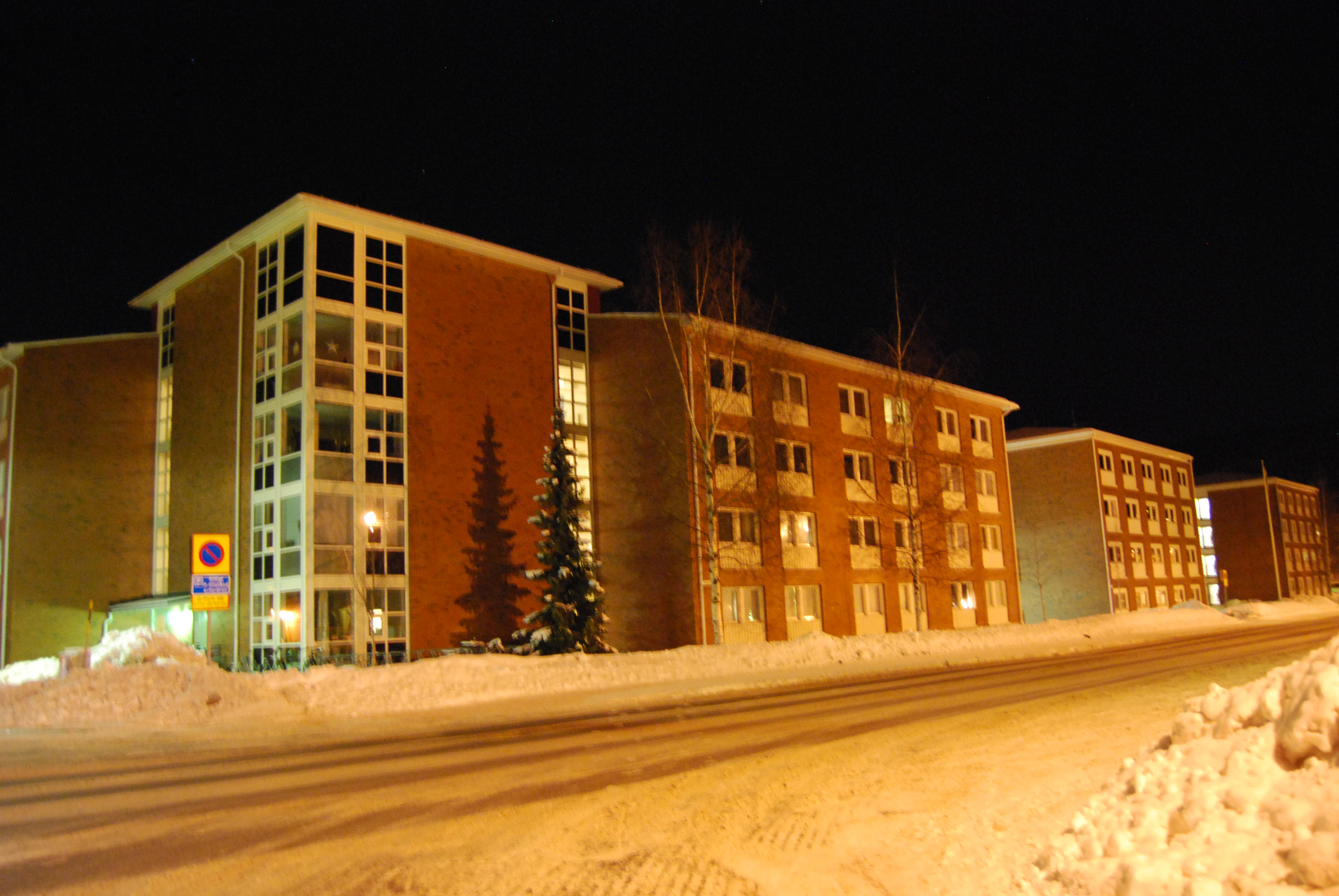
Studentbostäderna i kvarteret Förrådet på Dalgatan, december 2008

I direkt anslutning till campusområdet ligger studentbostadsområdet Förrådet. Planer på nya studentbostäder mellan campus Åkanten och järnvägen har funnits, dock med osäker byggstart.

## Infrastruktur
Västra länken är en planerad vägförbindelse mellan E14 och Västermalms gymnasium, strax väster om campusområdet. Dagens Västra station planeras att flyttas västerut till en ny regional station på den gamla slakthustomten, i anslutning till campus Åkanten och den tänkta Västra Länken.